# Trop la classe ! (série télévisée, 2007)
Cet article concerne la série télévisée américaine. Pour la série télévisée française, voir Trop la classe ! (série télévisée, 2006).
Trop la classe ! (As the Bell Rings) est une sitcom américaine en 36 épisodes d'environ 4 minutes créée d'après la série italienne Quelli dell'intervallo et diffusée entre le 26 août 2007 et le 5 avril 2009 sur Disney Channel.
En France, elle a été diffusée à partir du 27 avril 2009 sur Disney Channel France.

## Distribution
- Tony Oller (VF: Alexandre Gillet) : Daniel « Danny » Neilson
- Seth Ginsberg (VF: Gwenaël Sommier) : Thomas « Toejam » James
- Collin Cole : Skipper Adamson
- Gabriela Rodriguez (VF: Sidonie Laurens) : Brooke Nichols
- Lindsey Black (VF: Christine Pâris) : Alexandra « Lexi » May Adams
- Demi Lovato (VF: Paola Marques Dos Santos) : Charlotte Adams (saison 1)
- Carlson Young : Tiffany

## Épisodes

### Première saison (2007-2008)
1. Titre français inconnu (Flower Day)
2. Titre français inconnu (The Talent Show)
3. Titre français inconnu (The Dance)
4. Titre français inconnu (To Go Or Not Go)
5. Titre français inconnu (Bad Boys)
6. Titre français inconnu (Ladder Dudes)
7. Titre français inconnu (Slacker Girl)
8. Titre français inconnu (Mascot Marvellous)
9. Titre français inconnu (The Quiz)
10. Titre français inconnu (Ladies Man)
11. Titre français inconnu (Tiffany's Web)
12. Titre français inconnu (Presidental)
13. Titre français inconnu (The Kiss)
14. Titre français inconnu (Geek Squad)
15. Titre français inconnu (Hall Monitor)

### Deuxième saison (2008-2009)
1. Titre français inconnu (The (Not So) New Girl)
2. Titre français inconnu (Chess for a Day)
3. Titre français inconnu (Fake Girlfriend)
4. Titre français inconnu (Ballad of Lexi)
5. Titre français inconnu (Muscles)
6. Titre français inconnu (Undercover Brothers)
7. Titre français inconnu (Day Dreamer)
8. Titre français inconnu (Romeo And Juliet)
9. Titre français inconnu (Here I Go)
10. Titre français inconnu (I Am Toejam, Legend)
11. Titre français inconnu (All You Got to Do)
12. Titre français inconnu (Down and Down You Go)
13. Titre français inconnu (Butler For a Week)
14. Titre français inconnu (Unreal World)
15. Titre français inconnu (Study Partners)
16. Titre français inconnu (Dance Contest)
17. Titre français inconnu (Freaky Thursday)
18. Titre français inconnu (Skipper's Away)
19. Titre français inconnu (Mona Lexi)
20. Titre français inconnu (Rockstar Dreams)
21. Titre français inconnu (If I had a Million)